# Focul grecesc

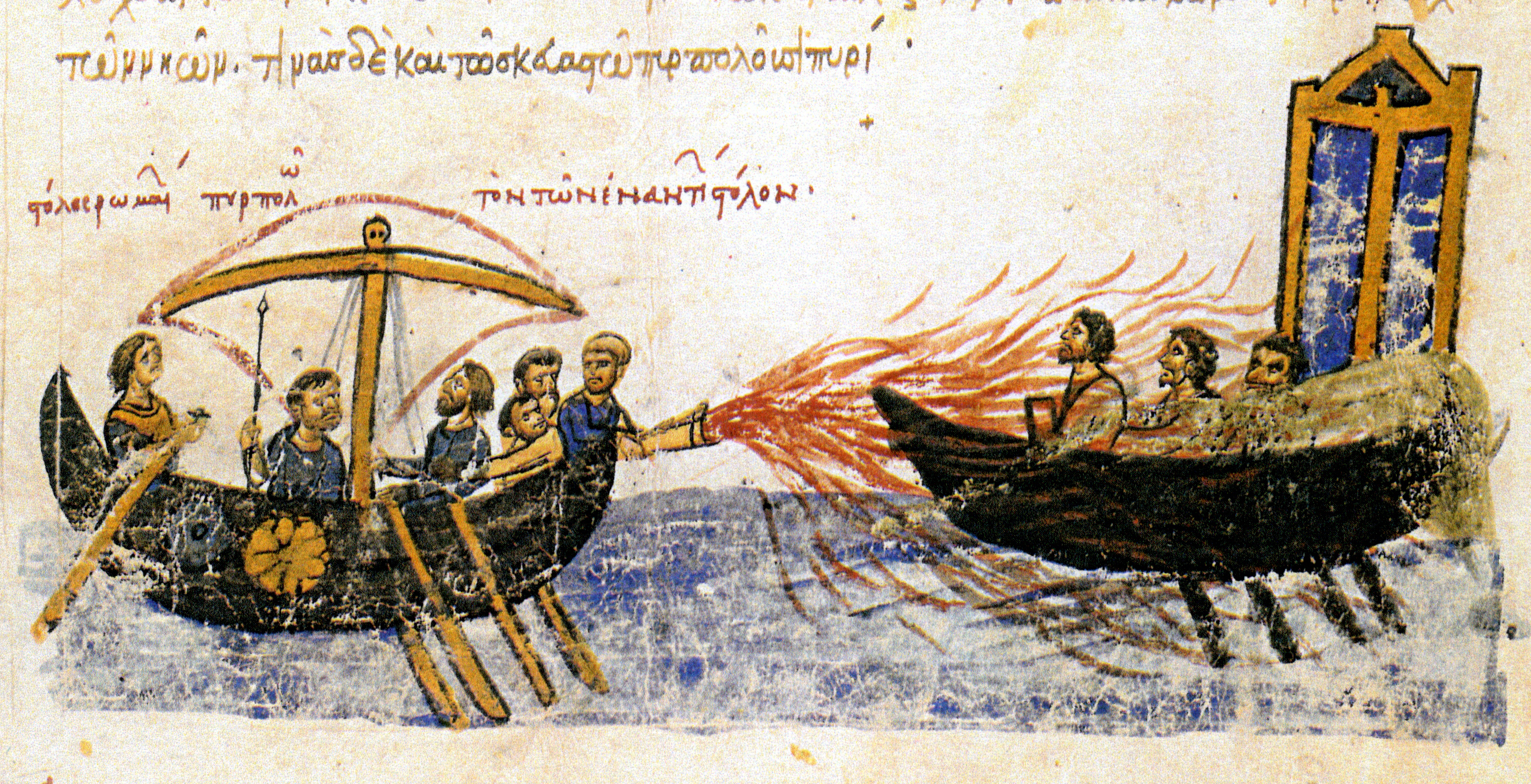
Imagine din manuscrisul ilustrat „Skylitzes” din Madrid.

Focul grecesc era un produs incendiar de calitățile napalmului din epoca noastră, folosit de bizantinii din evul mediu. Odată aprins, focul nu mai putea fi stins decât cu urină sau nisip.
Lansarea a focului se făcea printr-un sistem de conducte care porneau din vârful catargului corăbiei bizantine și se proiecta pe nava dușmană prin ajutajul aflat pe ornamentul din prora corăbiei (femeie sau balaur). Odată deschis vasul (de obicei o amforă) și intrând în contact cu aerul, "Focul grecesc" se amorsa și se turna de pe platforma catargului (de obicei unic la acea vreme). El era proiectat asupra corabiei inamice, pe care o incendia.
Asupra oamenilor focul avea efecte devastatoare căci avea proprietatea de a arde și sub apă, deci nici măcar o săritură în apa mării nu îi mai salva pe cei atinși de această armă chimică.
Focul grecesc a fost un factor cheie al supremației maritime grecești; ultima dată a fost folosit în Asediul Constantinopolului, și odată cu căderea orașului în mâinile otomanilor a dispărut și rețeta, care era păstrată secretă de greci.
Compoziția exactă a focului grecesc a rămas un secret până astăzi; există mai multe speculații bazate pe materialele de care dispuneau grecii în antichitate ca de exemplu colofoniu, dar nimeni nu poate afirma cu siguranță care erau ingredientele folosite și în ce proporții.